# Beauvallon (Drôme)
 Beauvallon  es una población y comuna francesa, en la región de Ródano-Alpes, departamento de Drôme, en el distrito de Valence y cantón de Portes-lès-Valence.

## Demografía
| 424 | 481 | 975 | 1614 | 1519 | 1685 |
| Para los censos de 1962 a 1999 la población legal corresponde a la población sin duplicidades (Fuente: INSEE [Consultar]) |     |     |      |      |      |